# Teatro romano de Mérida
El teatro romano de Mérida es un teatro histórico levantado por la Antigua Roma en la colonia Augusta Emerita, actual Mérida (España). Su creación fue promovida por el cónsul Marco Vipsanio Agripa y, según una fecha inscrita en el propio teatro, su inauguración se produjo hacia los años 16-15 a. C. «Príncipe entre los monumentos emeritenses», como lo denominó el arquitecto José Menéndez-Pidal, el teatro es Patrimonio de la Humanidad desde 1993 como parte del conjunto arqueológico de Mérida.
El teatro ha sufrido varias remodelaciones, la más importante durante el siglo I d. C., cuando se levantó el frente escénico actual, y otra en época de Constantino I, entre los años 333 y 337. El teatro fue abandonado en el siglo IV d. C. tras la oficialización en el Imperio romano de la religión cristiana, que consideraba inmorales las representaciones teatrales. Demolido parcialmente y cubierto de tierra, durante siglos la única parte visible del edificio fueron las gradas superiores, bautizadas por los emeritenses como «Las Siete Sillas». Las excavaciones arqueológicas en el teatro comenzaron en 1910 y su reconstrucción parcial en 1962. Desde 1933 alberga la celebración del Festival Internacional de Teatro Clásico de Mérida.

## Historia

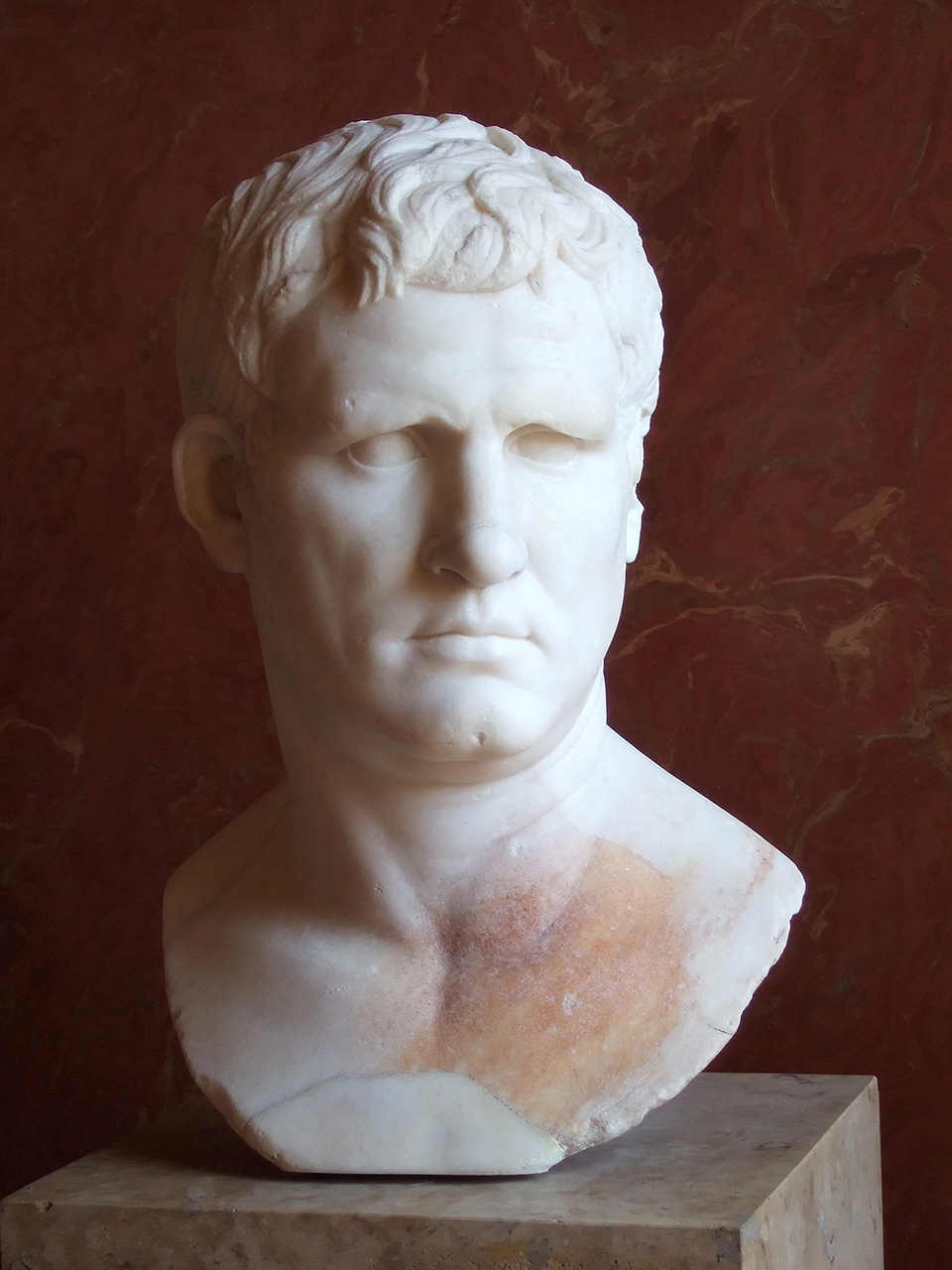
Marco Vipsanio Agripa, patronus coloniae, fue el patrocinador de la obra del teatro.

La construcción del teatro emeritense se proyectó junto con la del adyacente anfiteatro en el momento de fundación de la ciudad romana. Varias lápidas inscritas indican que el cónsul Marco Vipsanio Agripa, patronus coloniae, fue el patrocinador de la obra y que ésta se inauguró entre los años 16 y 15 a. C. Estos edificios de espectáculos no podían faltar en una colonia romana, creada además con magnificencia para servir de instrumento de romanización. En efecto, la construcción de teatros en la Antigua Roma respondía más a intereses políticos que a los gustos del pueblo romano, que prefería acudir al circo a ver carreras de carros y al anfiteatro a ver combates entre gladiadores y animales. Desde el teatro la autoridad realizaba una eficiente propaganda de ella misma y del modo de vida romano, tanto a través de la majestuosidad del edificio y su decoración como de los mensajes que desde su escenario se podían transmitir.
El uso del edificio durante varios siglos hizo necesarias algunas reformas. Así, en algún momento del siglo I d. C., ya fuera en época de la dinastía Julio-Claudia o de la posterior dinastía Flavia, se levantó el actual frente de escena, que se volvió a reformar entre los años 333 y 337 junto con la vía que rodea el edificio. Debido en gran medida a la implantación oficial del cristianismo en el siglo IV, religión que consideraba inmorales las representaciones teatrales, el edificio dejó de utilizarse y fue abandonado. Con el paso del tiempo algunas de sus partes se derrumbaron y otras se cegaron con tierra. Durante siglos únicamente fue visible la parte superior de su graderío con las bóvedas de los vomitorios hundidos, por lo que los habitantes de la ciudad creyeron ver siete grandes asientos, «Las siete sillas», donde según la leyenda se sentaban otros tantos reyes moros para deliberar sobre el destino de la ciudad.

### Excavación y reconstrucción

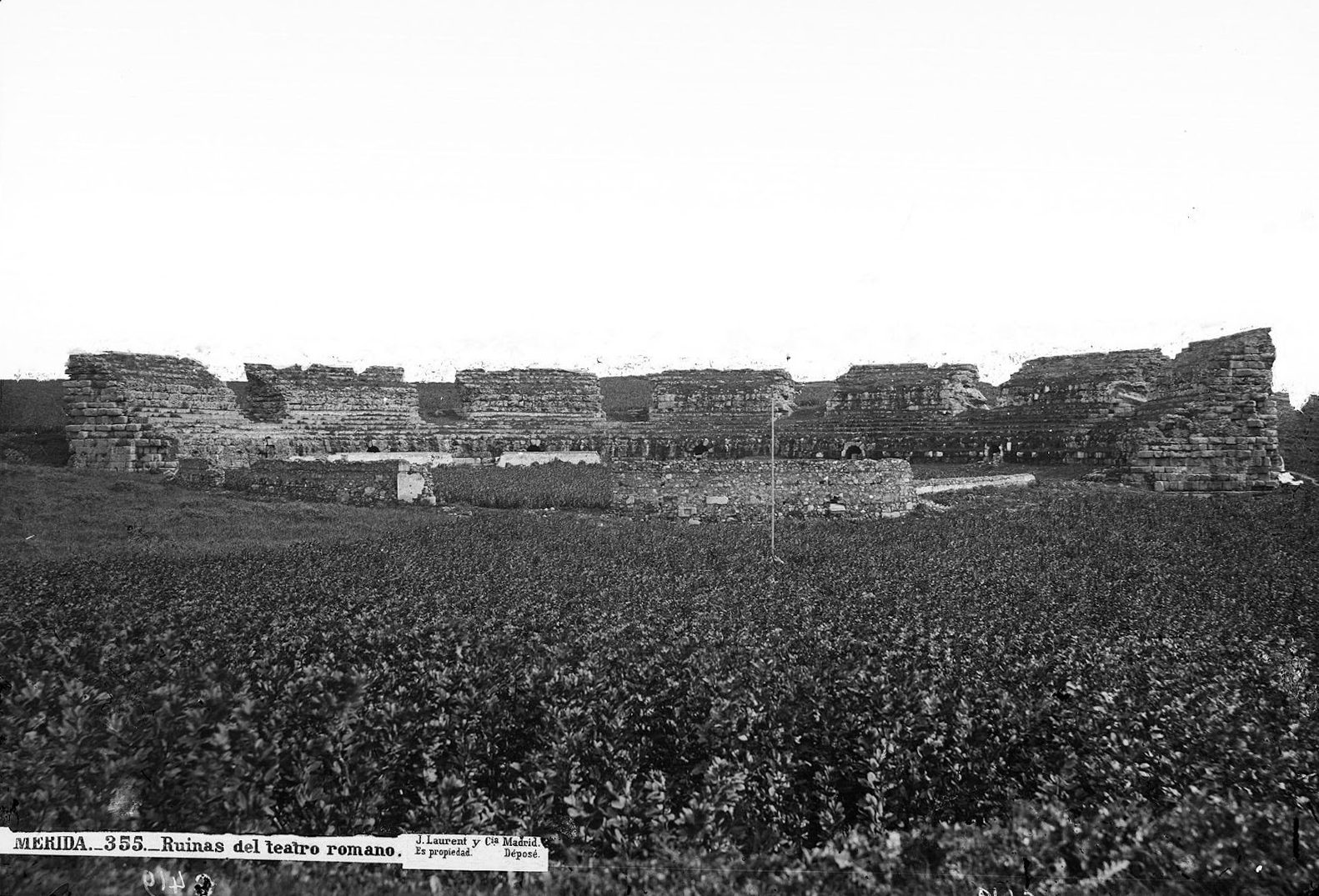
Fotografía del teatro romano de Mérida antes de su excavación, tomada por J. Laurent hacia 1867. Solo son visibles las ruinas de la summa cavea, llamadas popularmente «Las siete sillas».

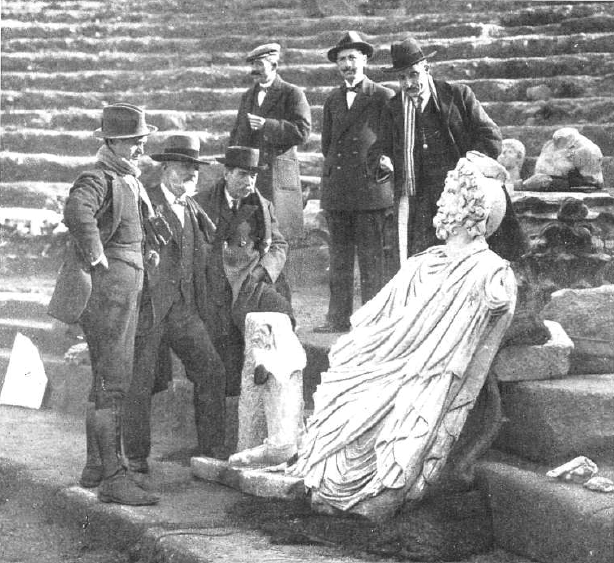
El torero Bombita (izq.) y unos amigos en el teatro en 1913.

El conocimiento de la existencia del teatro emeritense, sorprendentemente, es bastante reciente. A principios del siglo XX, después de muchas centurias de abandono y despojo, todavía el edificio se hallaba cubierto de tierra, sobresaliendo únicamente el hormigón de la summa cavea, llamada «Las siete sillas». En 1910 se iniciaron las excavaciones que dirigió el arqueólogo madrileño José Ramón Mélida. La estructura del teatro apareció desnuda en gran parte, con una cavea desprovista de los sillares de granito que formaban los asientos, las piedras de la scaena tiradas intencionadamente y la fachada posterior, cuyo extremo superior siempre estuvo descubierto, despojada de sus potentes sillares. Sin embargo, el sólido núcleo de opus caementicium ha soportado el tiempo, el abandono y el saqueo hasta nuestros días y ha conservado la estructura básica del complejo.
Desde 1933 alberga el desarrollo del Festival Internacional de Teatro Clásico de Mérida, con lo cual recupera su función original y trasciende el mero ornamento. La reconstrucción de la demolida scaena comenzó en 1962 bajo la dirección del arquitecto José Menéndez-Pidal y Álvarez, durante unas intervenciones que también recolocaron parte de los sillares de las gradas, recompuso algunos vomitorios y parte de la columnata del peristilo, partes que nos hacen imaginar el aspecto que el teatro debió tener en origen.

## Descripción
La traza y orientación del edificio siguen fielmente las reglas del tratado De architectura de Marco Vitruvio, y responde a un modelo típicamente romano, ya establecido anteriormente en construcciones como el desaparecido Teatro de Pompeyo en Roma y el Teatro de Ostia, que todavía se puede contemplar. El recinto se concibió para acomodar a unos 6000 espectadores y se ubicó junto al anfiteatro lejos del centro de la urbe, en su extremo sudeste, cerca de las murallas, que se levantaban por la zona posterior de ambos edificios.

### Gradas yorchestra

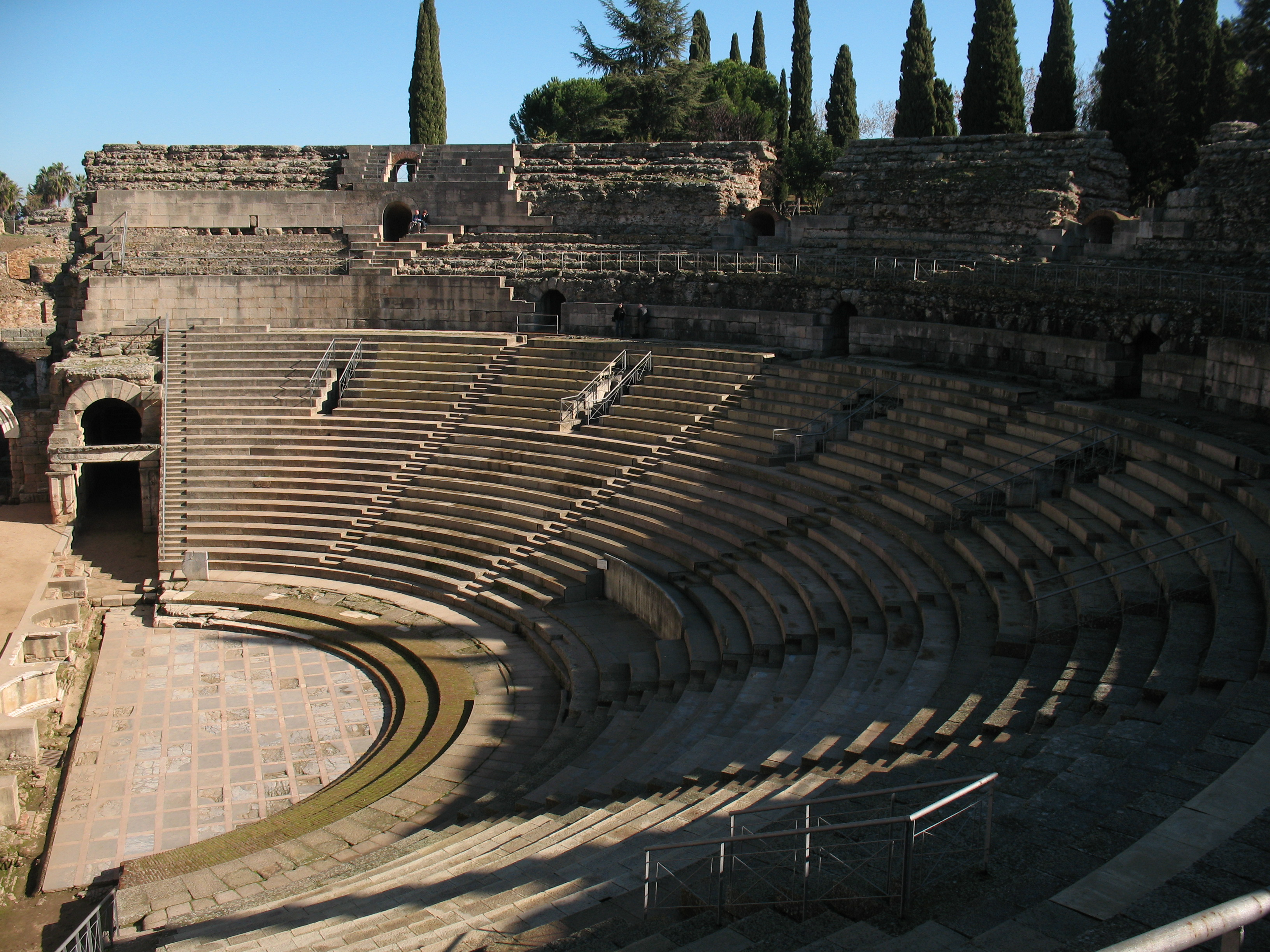
Las gradas del teatro romano.

El lugar elegido responde a razones topográficas, pues las gradas aprovechan la pendiente natural del cerro de San Albín, algo que sin duda ayudó a economizar esfuerzos y materiales constructivos. Más de la mitad de la cávea (gradas) semicircular del teatro aprovecha la pendiente del cerro, de modo que su fachada externa apenas tiene desarrollo, si bien hay que tener en cuenta que el nivel de la vía que la rodea se elevó sobre la calzada original en la etapa de Constantino I, como muestran los escalones necesarios para descender a los vomitorios de entrada.
El hemiciclo de la cávea está dividido en tres sectores destinados a diferentes clases sociales. El sector preferente, la ima cavea, es el más próximo a la escena, aunque delante del mismo había otras tres filas de asientos, cubiertas de mármol y con anchura generosa, que estaban reservadas para autoridades políticas, religiosas o militares. Estas tres gradas de honor se delimitan por un pretil de mármol, tras el cual corre un estrecho pasillo, praecintio, en el que se inicia la ima cavea. La parte inferior, en la que se situaban las clases sociales más acomodadas, tiene veintitrés filas de asientos y se subdivide en cinco sectores radiales (cunei) delimitados por escaleras y, a nivel horizontal, por un corredor (praecintio) que lo separa de las graderías superiores. Con una dotación oportuna de pasillos, escalinatas y puertas, el tránsito de espectadores era cómodo y fluido. Seis vomitorios en su parte superior dan acceso a un corredor semicircular cubierto por una bóveda anular que facilita la entrada y salida por dos puertas en sendos extremos. Más arriba, la ima cavea finaliza con un murete, llamado balteus, en el que se abren otros cinco vomitorios que comunican directamente con el exterior y que además marcan el punto de arranque de pequeñas escalerillas, scalae, que enlazan el praecintio ya citado con otro que discurre delante del balteus. En la base de esta ima cavea se dispuso una capillita (sacrarium) destinada a las ceremonias del culto imperial.
Las caveas media y superior (media y summa cavea) poseen cada una cinco filas de asientos, están separadas mediante otro balteus y sustentadas por un complejo sistema de arcos y bóvedas de cañón. El acceso a los mismos se realizaba por una escalinata común en contacto con el exterior, aunque de estos vomitorios tan solo quedan sus huecos sin bóvedas, que dividen las gradas superiores en siete tramos, conocidos popularmente como Las siete sillas y que durante siglos fueron la única parte visible del conjunto teatral. En total, en el exterior trece puertas facilitaban el acceso y evacuación de los asistentes al teatro.
La orchestra es un espacio semicircular destinado al coro y pavimentado con losas rectangulares de mármoles blancos y azulados. A esta zona se accede por los parodoi, galerías en ángulo ubicadas en los laterales y que se abren bajo las gradas. Las puertas externas se cubren con arcos de medio punto, conformados por un correcto despiece de dovelas que destacan del paramento del fondo y muestran un esmerado cincelado característico de las construcciones de la ciudad en época augústea. Sobre estas dos puertas se dispusieron inscripciones alusivas a Agripa, realizadas con apliques de bronce ya desaparecidos, como queda patente en los orificios que las sujetaban. Las puertas de los parodoi que dan a la orchestra son adinteladas y también lucen inscripciones referentes a Agripa: «Marco Agripa, hijo de Lucio, cónsul por tercera vez y ejerciendo la potestad tribunicia por tercera vez».

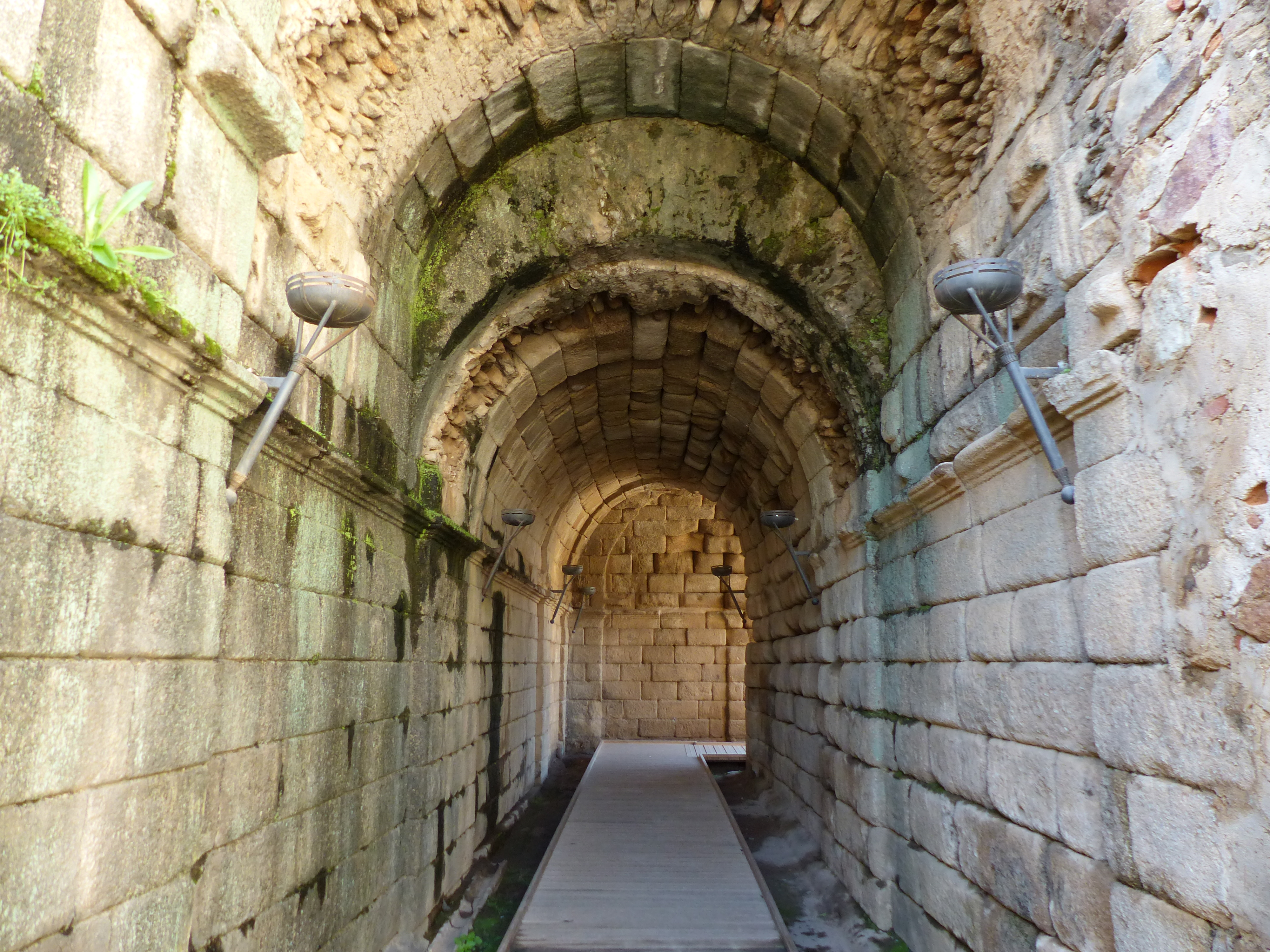
Parodoi, galería para el acceso de autoridades.
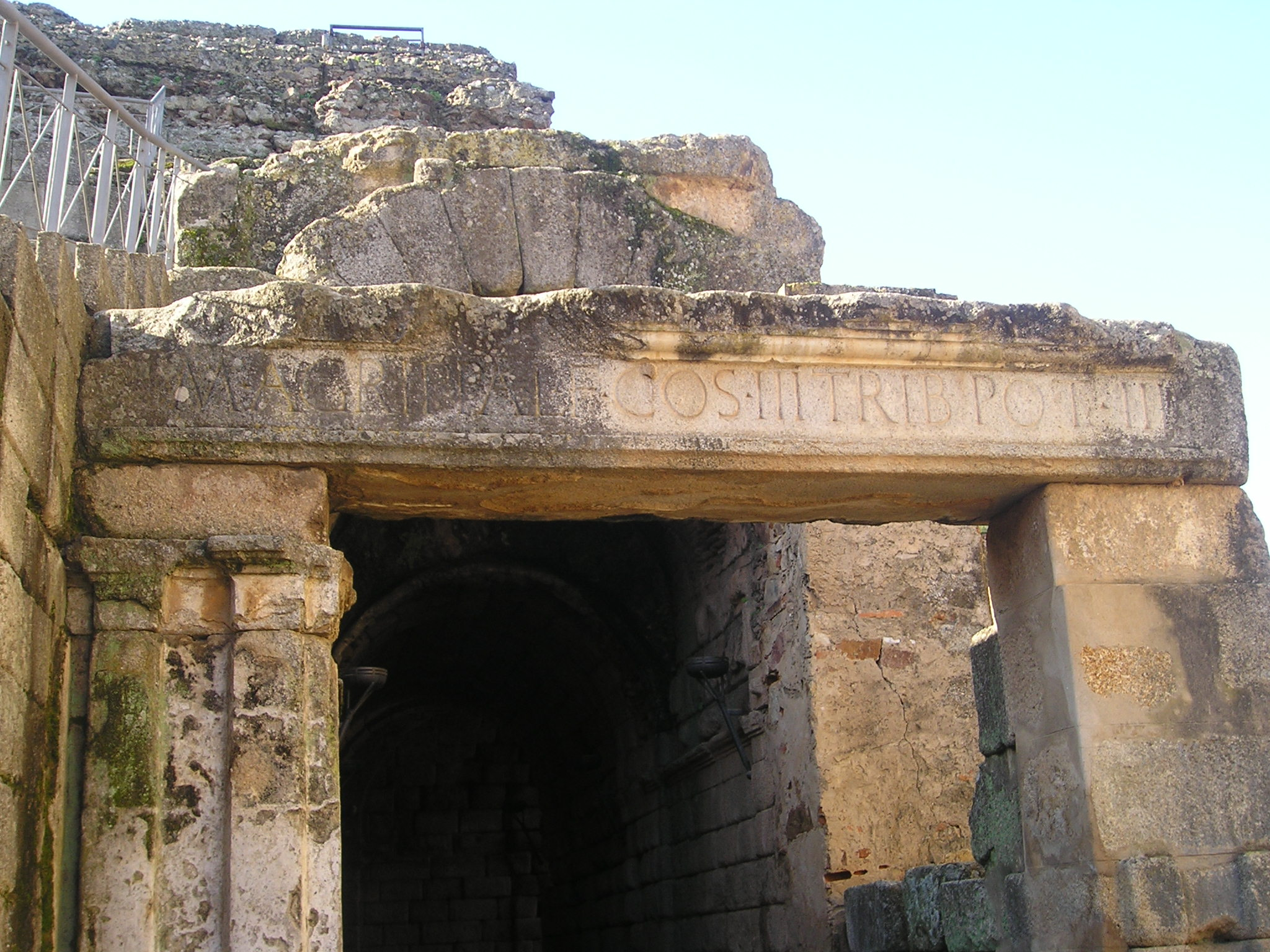
Inscripción alusiva a Agripa en el dintel de la portada del parodoi.
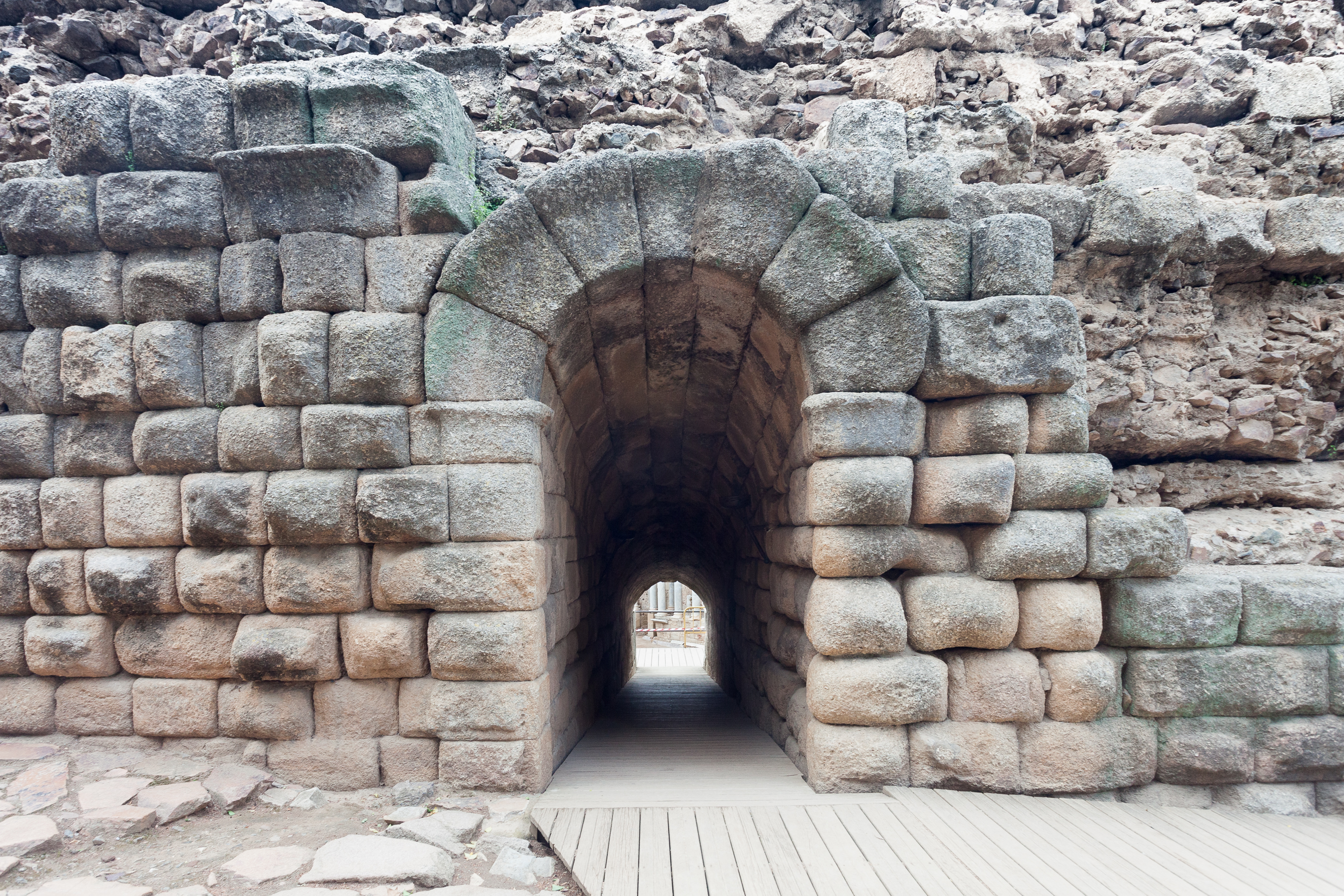
Vomitorio en la fachada posterior.
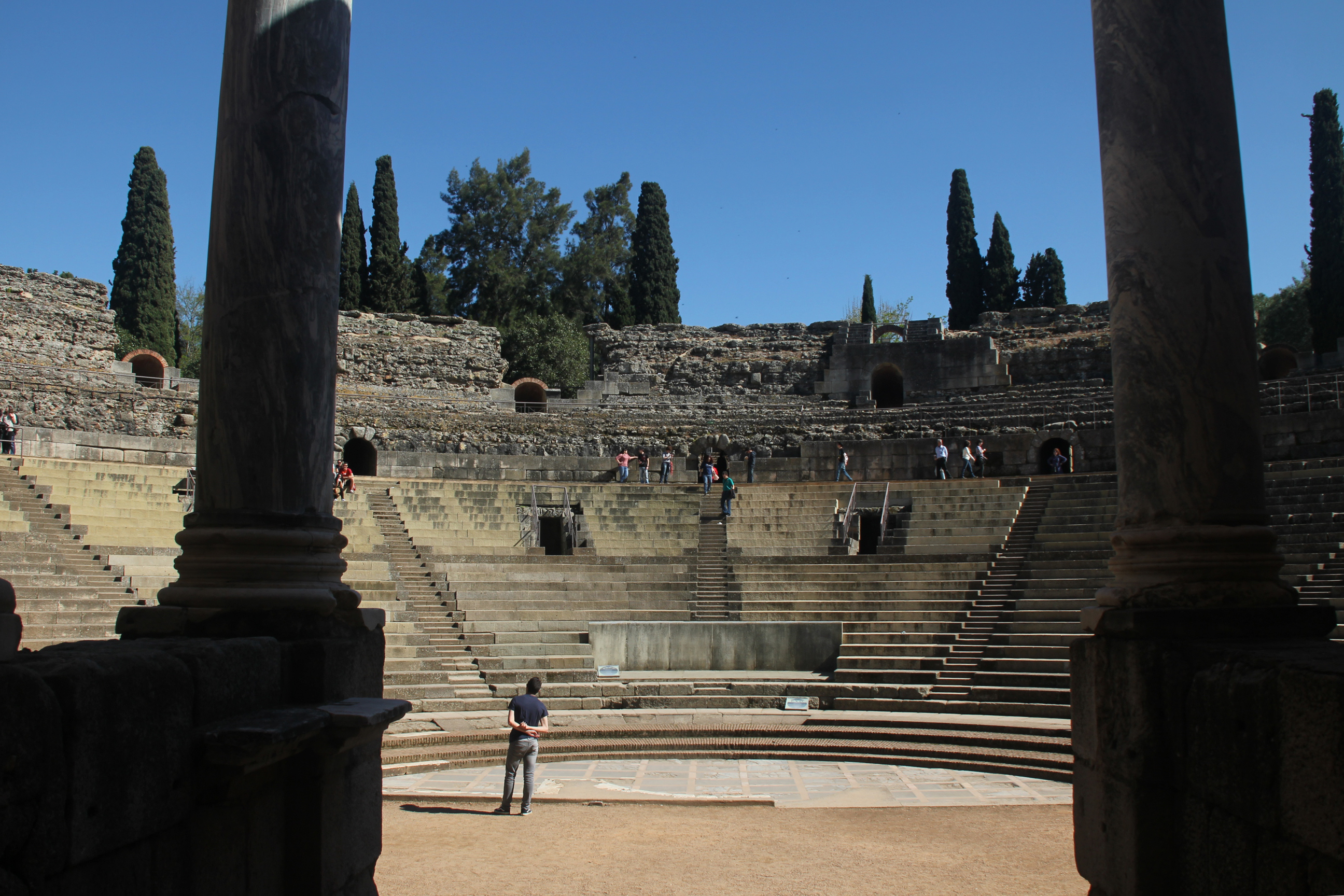
Vista de la cávea desde la escena.

### Escena

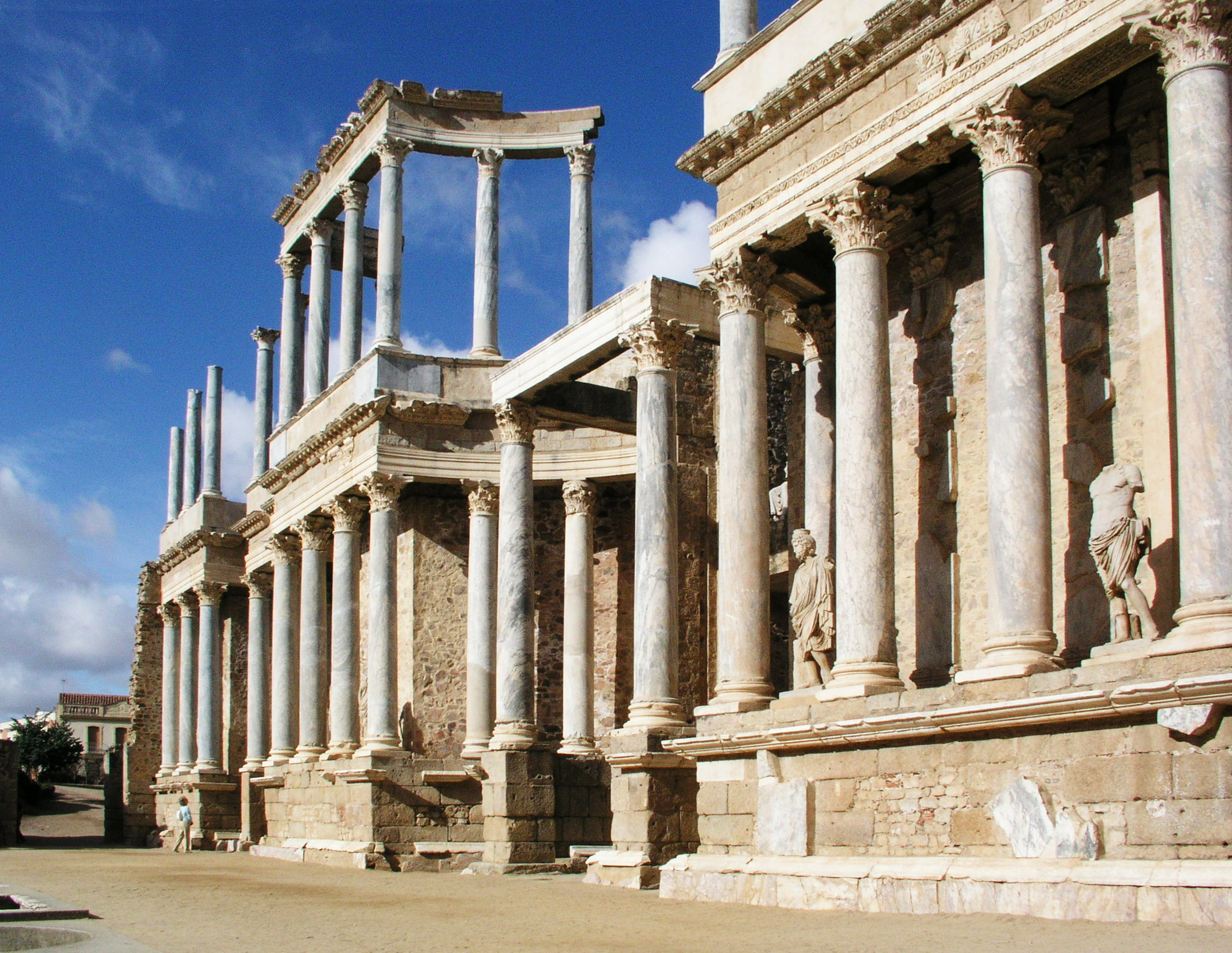
Scaenae frons del teatro.

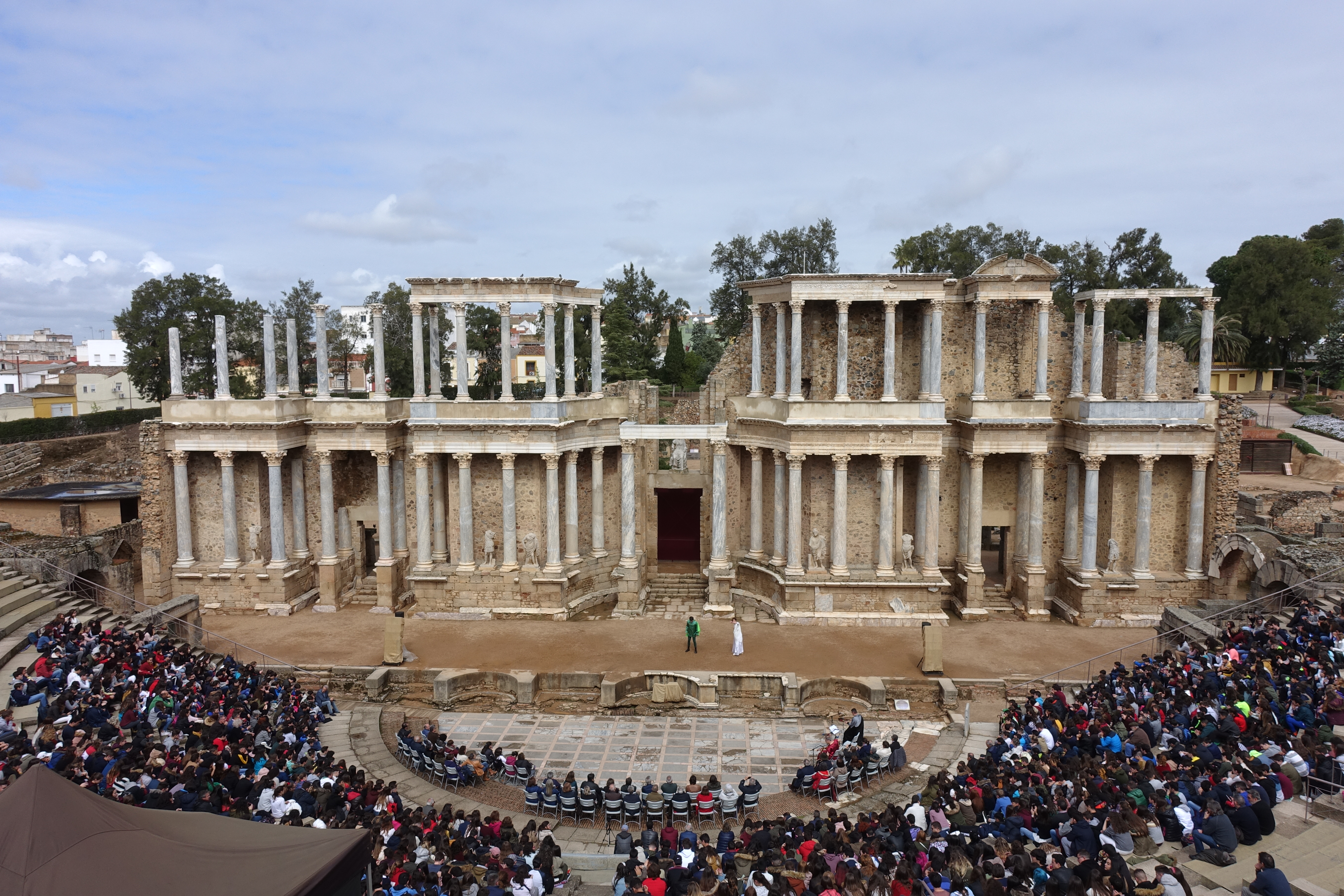
Vista de la escena durante el XXII Festival Juvenil Europeo de Teatro Grecolatino, en abril de 2018

La scaena se conforma como un pulpitum o plataforma elevada sobre el nivel de la orchestra, de gran amplitud con sus sesenta metros de ancho y siete de fondo. Su frente, el proscaenium, adopta una sinuosa configuración mediante entrantes que alternan forma de rectángulo y semicírculo y queda delimitado en sus extremos por dos pequeñas escaleras que comunican el pulpitum con la orchestra. En el suelo de esta plataforma, que en origen estaría recubierta de madera, se han podido distinguir algunos orificios que serían el lugar de encaje de las escenografías. En este mismo sentido, algunas piedras con agujeros junto a la puerta central de la escena se interpretan como cajas donde se introducirían los periatti, prismas triangulares que evolucionaban con diferentes decorados según la naturaleza de la representación: tragedia, comedia o sátira.
Con un efectismo propiamente teatral, el telón de fondo de la scaena se yergue como una estructura monumental de diecisiete metros de altura y de gran riqueza decorativa, la scaenae frons o fachada escénica. Su planta adquiere un gran dinamismo a base de entrantes que de nuevo combinan líneas rectas y curvas y que rompen la linealidad de su basamento. En el entrante central, que es semicircular, se abre la puerta principal, valva regia, por donde hacían presencia los primeros actores. Simétricamente, a ambos lados, se abren otras dos puertas en entrantes rectangulares, llamadas valva hospitalia. El alzado de este frente escénico fue reconstruido durante el siglo XX con dos órdenes de columnas superpuestos. Cuando se excavó el teatro se reconoció perfectamente la línea del podio sobre el que se levanta toda la estructura, así como el basamento de algunas de las columnas del primer orden. Una vez agrupado todo el material pétreo perteneciente a este primer cuerpo, que se encontraba tirado in situ, se procedió a su levantamiento tomando como modelo el teatro libio de Sabratha, muy semejante al emeritense. Las columnas son de orden corintio y sobre ellas se dispone un entablamento con arquitrabe, friso y cornisa, profusamente ornamentados y tallados con gran perfección. El juego cromático de los mármoles, gris azulado en los fustes y blanco en capiteles y entablamento, contribuyen a potenciar el efecto ornamental de este imponente decorado pétreo. Tanto las columnas como la estructura de mármol están elaboradas con mármol de Macael.
Este efectista conjunto arquitectónico se enriqueció además con una interesante serie de esculturas ubicadas en los intercolumnios, aunque se desconoce su ordenación original. Parte de estas estatuas relatan un pasaje mitológico, en el que Cora, raptada por Plutón, se convierte en la infernal Proserpina, en un programa de voluntad religiosa muy apropiado para la antigua Augusta Emerita, que basaba su economía en la producción agrícola. Sus protagonistas, Ceres, Plutón, Proserpina y Júpiter, han sido identificados en una estatuaria de gran calidad técnica. Junto a estas imágenes de dioses figuraron retratos humanos de identidad desconocida, pues restan únicamente sus cuerpos, dos de ellos togados y tres toracatos.
Detrás de la scaenae frons hay varias dependencias para los actores que constituyen el postcaenium. En el paramento del podio de este cuerpo se ha apreciado una cierta falta de unidad, lo que se ha interpretado como la muestra de una importante reforma de la scaena original. El momento de esta reforma se ha aventurado atendiendo a las esculturas toracatas, propias del reinado de Domiciano (81-96 d. C.), y a los capiteles de la scaenae frons, cuyo estilo es propio de la etapa de la dinastía Flavia (segunda mitad del siglo I d. C.). Tiempo después, según consta en una inscripción, el teatro sufrió reformas durante el reinado de Constantino I entre los años 333 y 337, cuando también se intervino en el circo de la ciudad. Esta intervención se llevó a cabo como parte de un programa de mejoras cuando Mérida se convirtió en 298 en capital de la Diócesis de Hispania, creada durante la reorganización administrativa del imperio durante el reinado de Diocleciano.

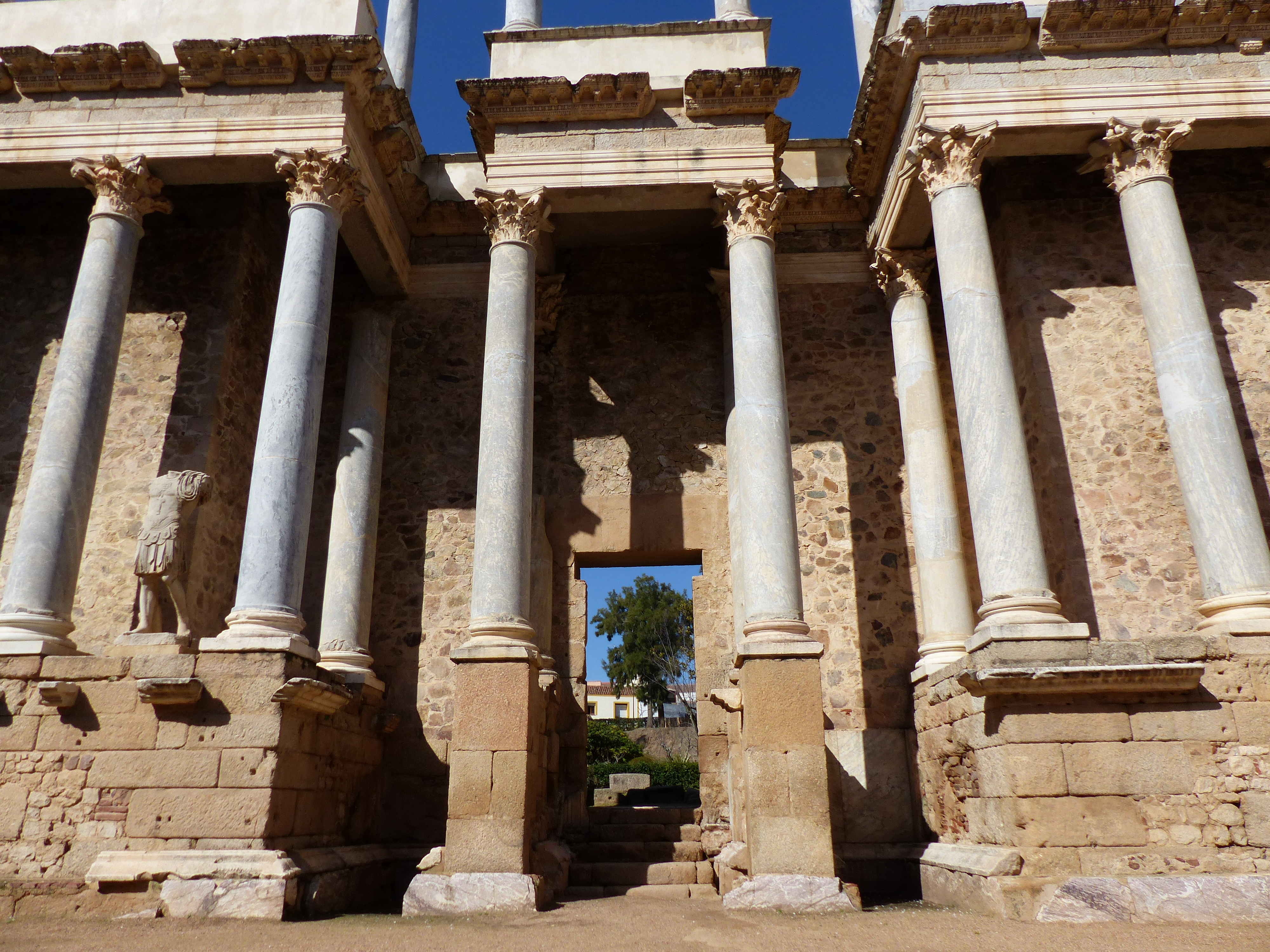
Valva hospitalia, una de las puertas laterales de la escena.
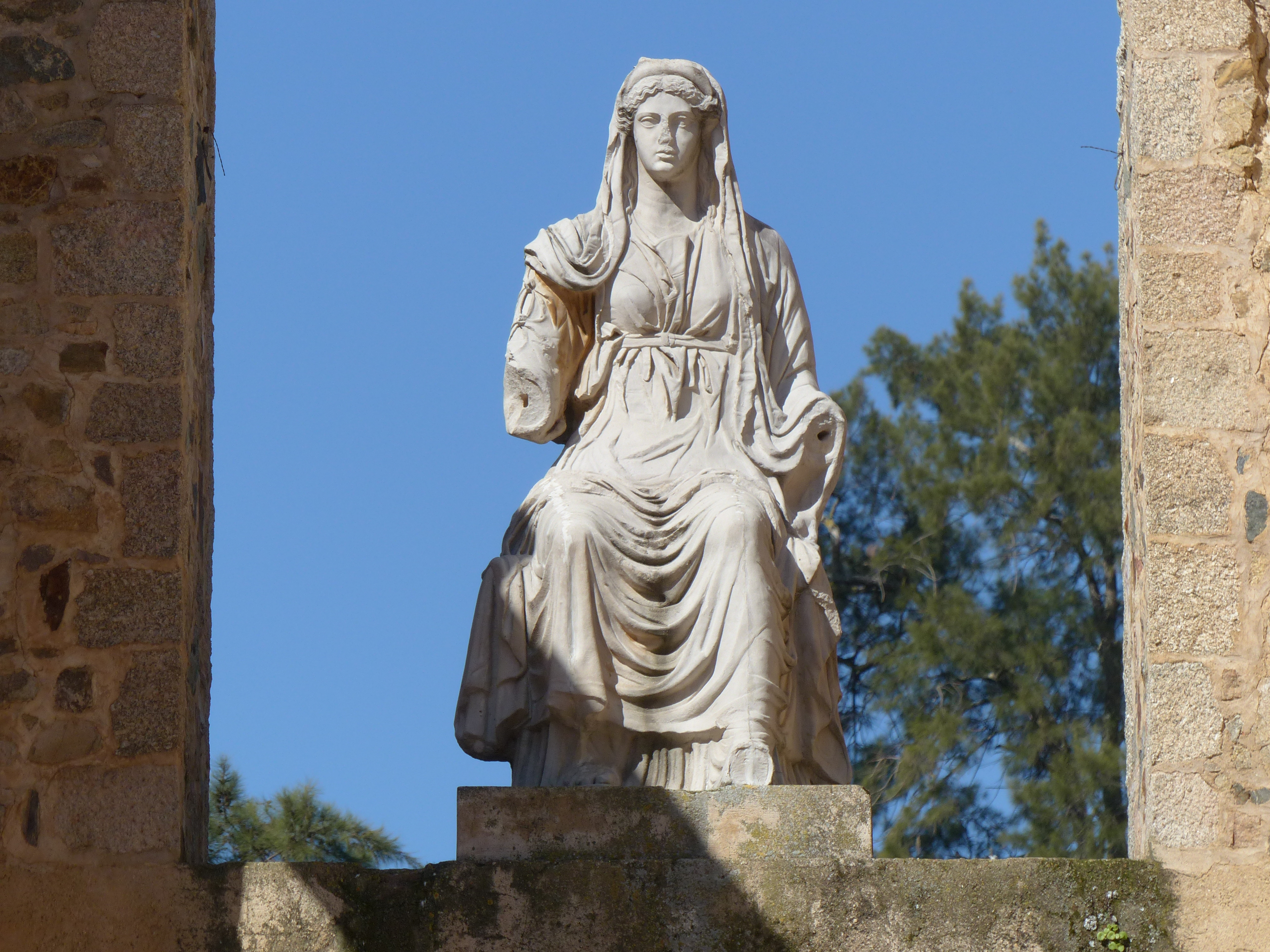
Reproducción de la estatua sedente de la diosa Ceres.
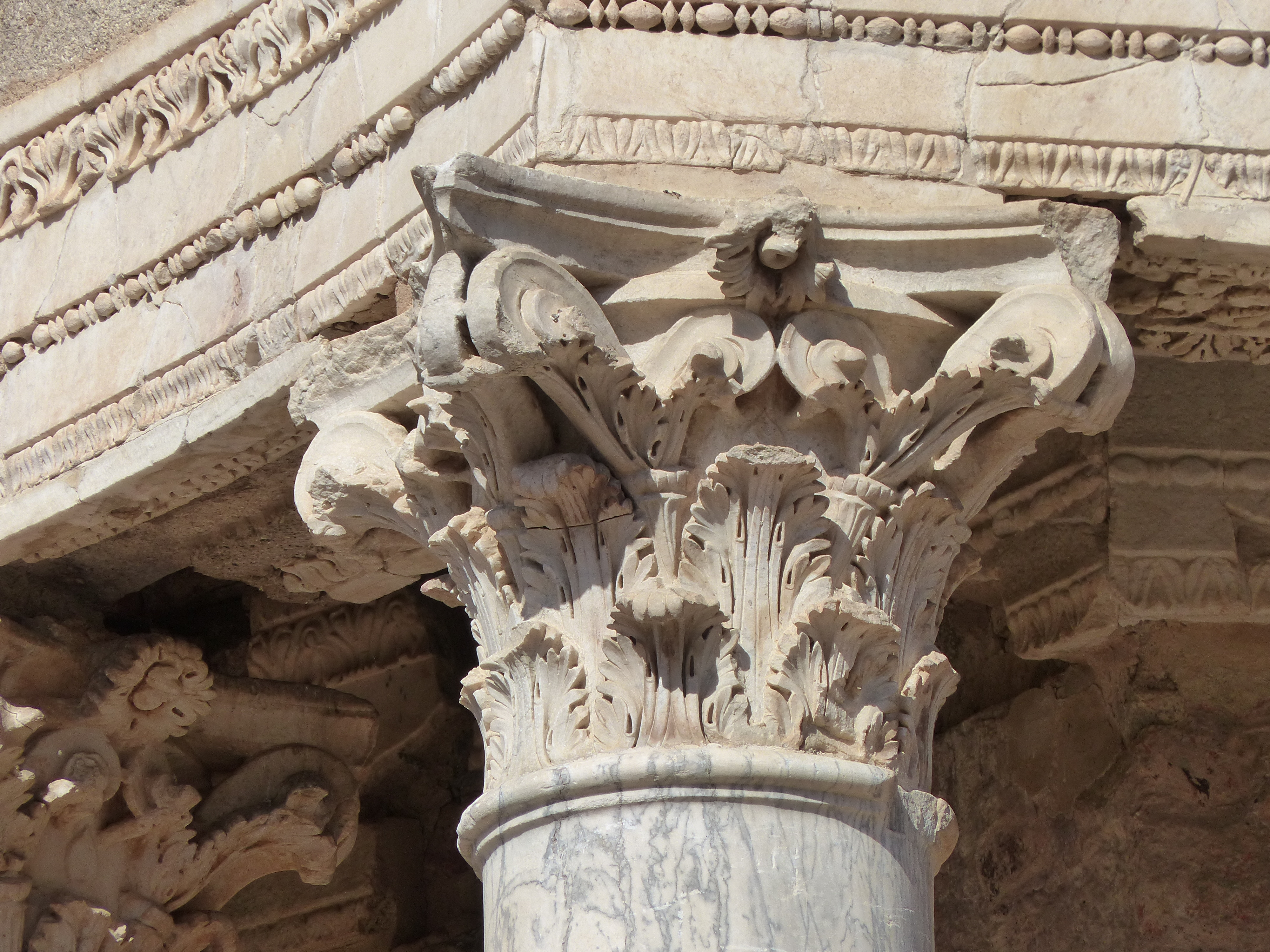
Capitel corintio del frente escénico.
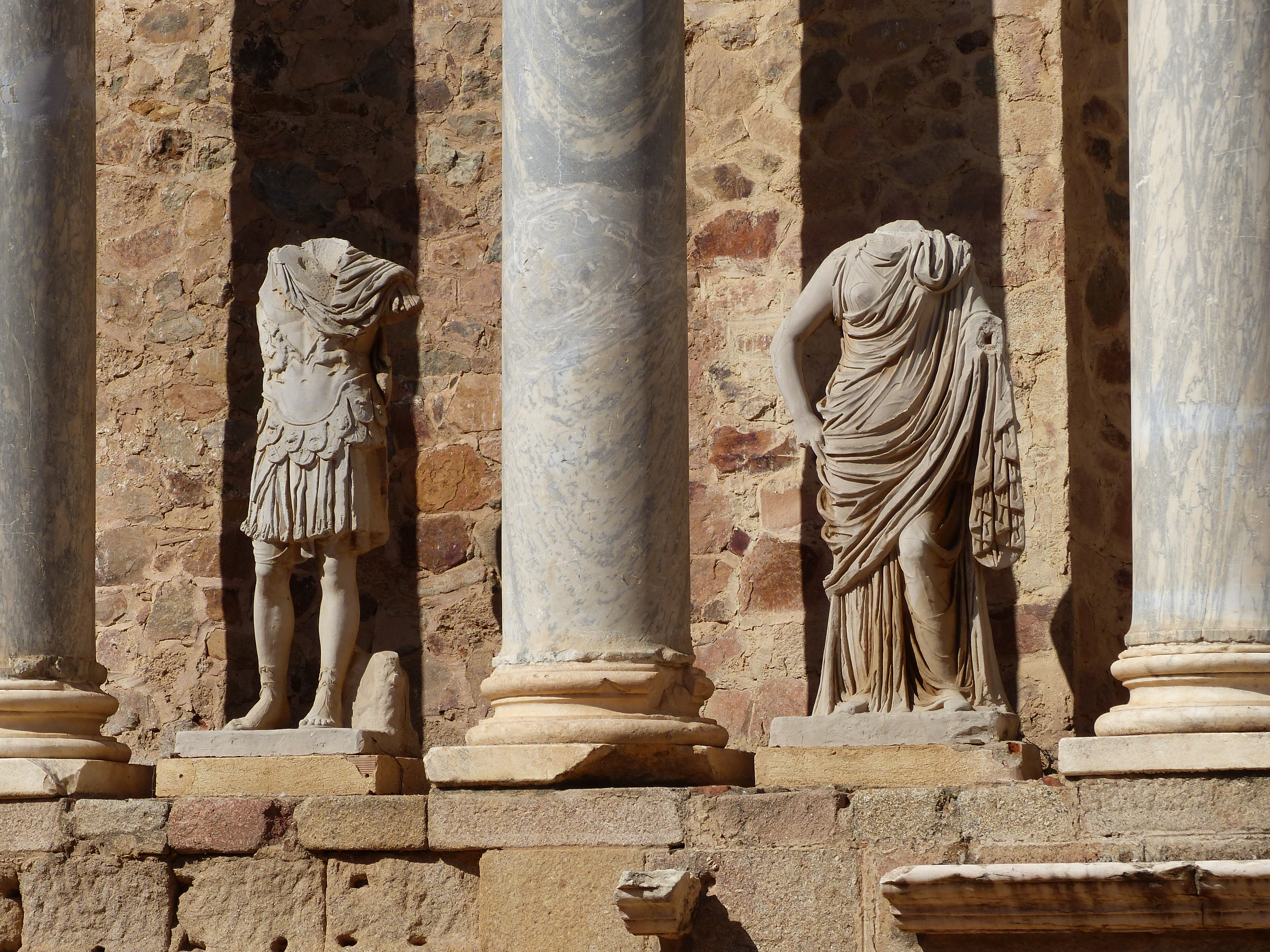
Dos de las estatuas de los intercolumnios. Las originales se hallan en el Museo Nacional de Arte Romano.
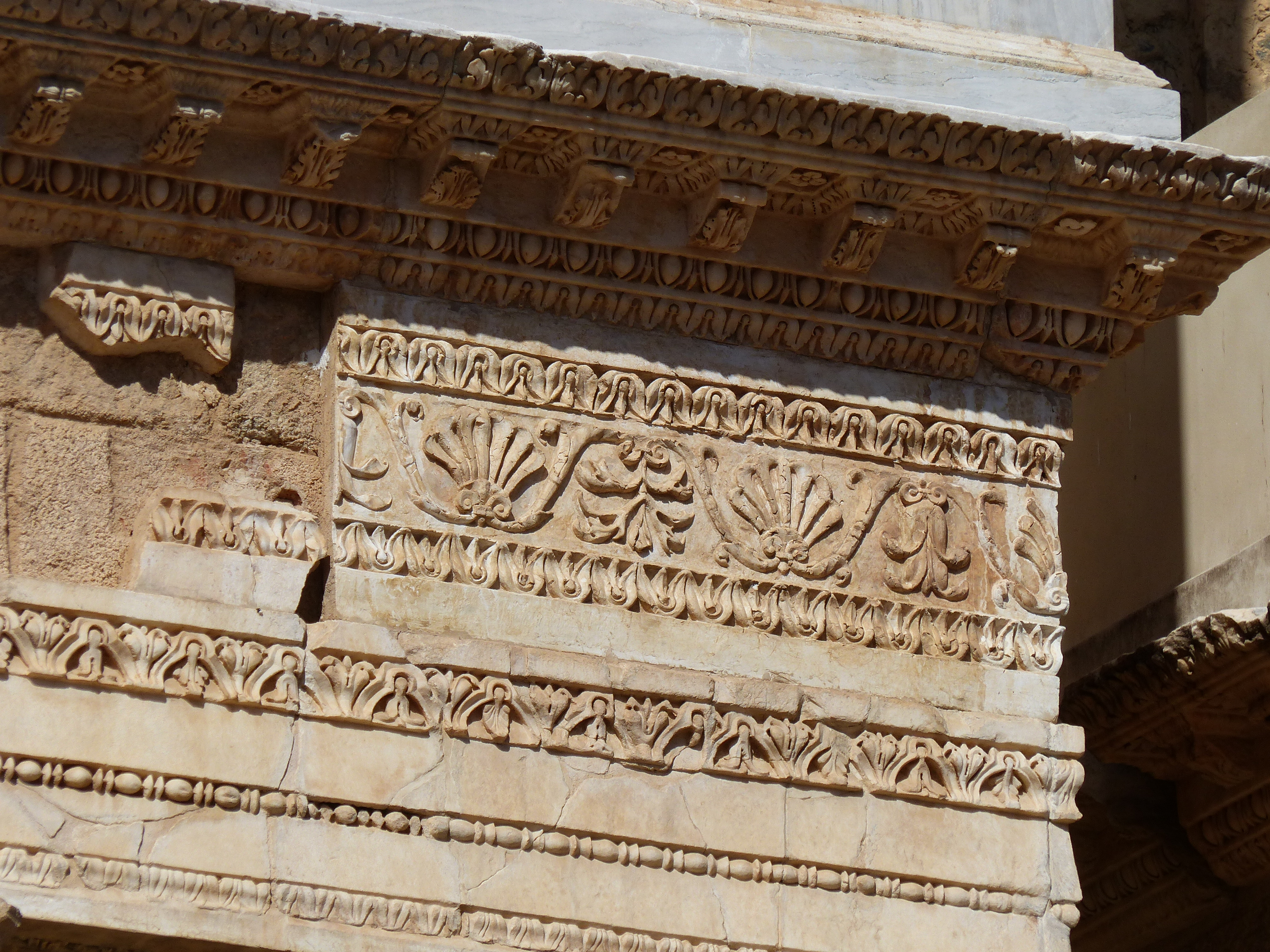
Detalle de los relieves del friso.

### Peristilo

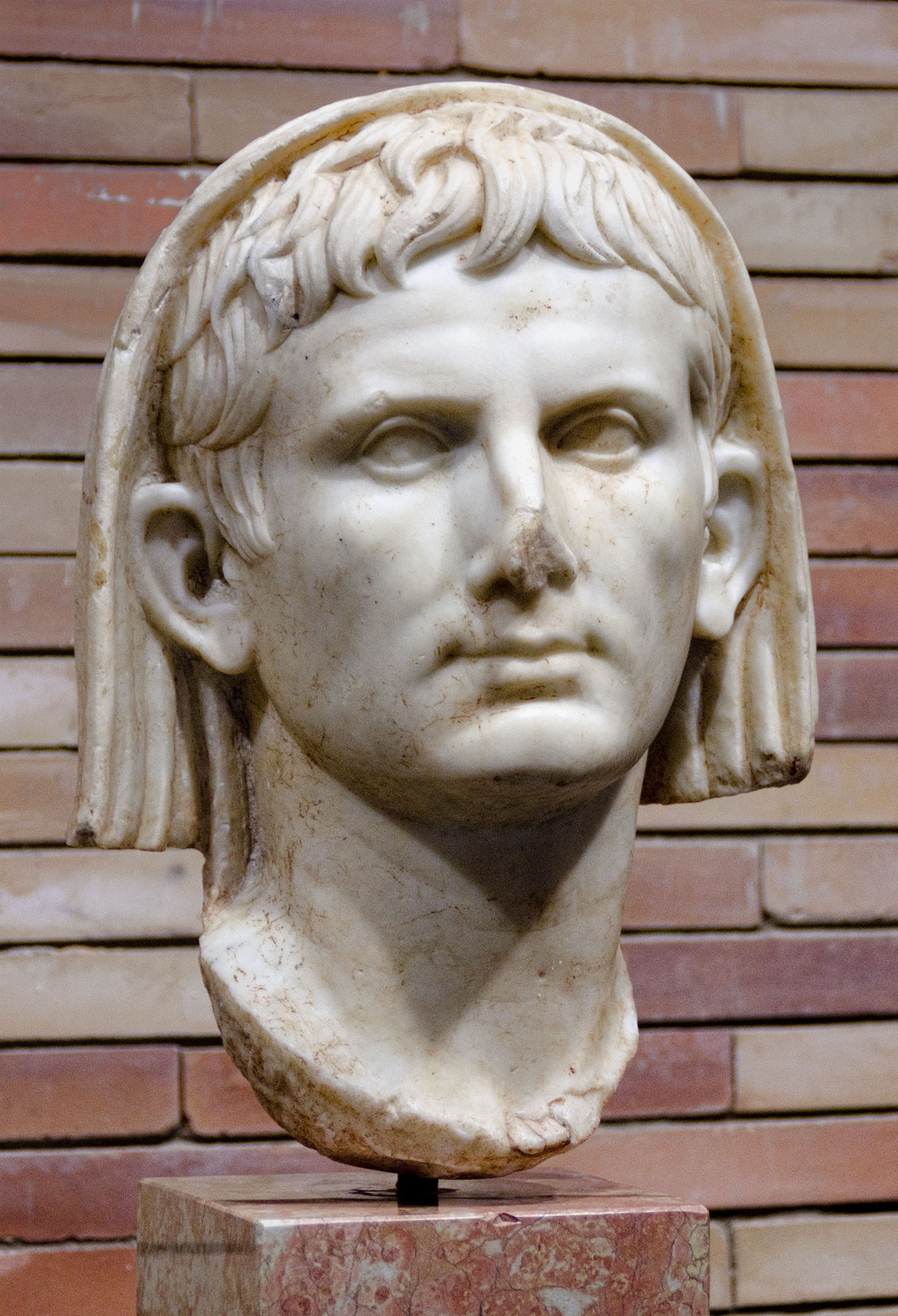
Augusto como Pontífice máximo, busto hallado en el peristilo.

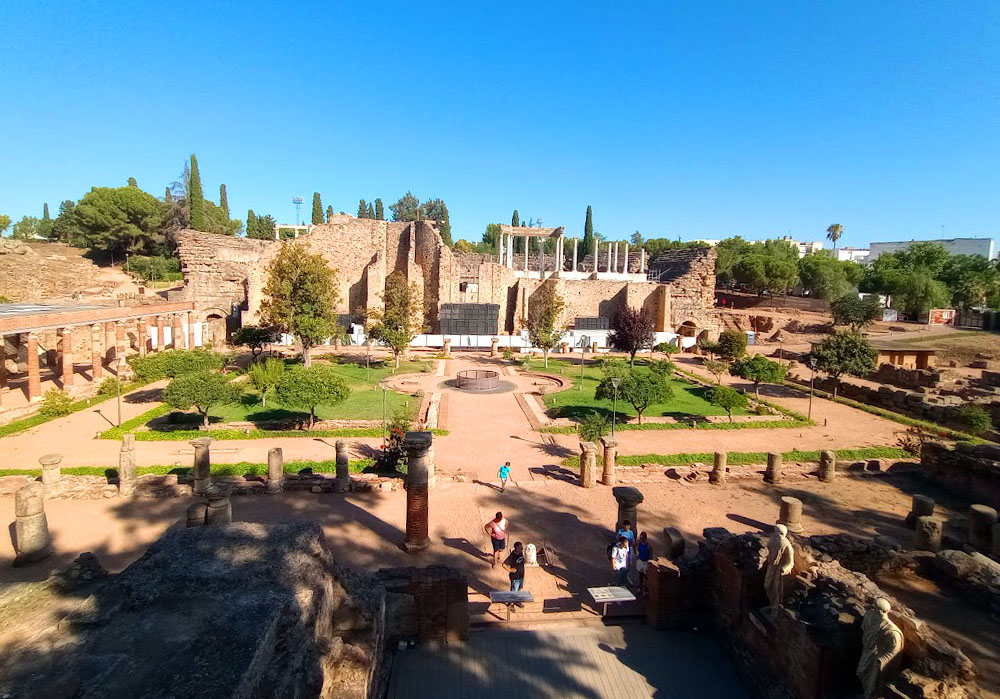
El peristilo del teatro, zona ajardinada ubicada detrás de la escena.

Más allá del postcaenium, igual que en los teatros de Pompeyo y de Ostia, se abre un peristilo, una zona ajardinada para esparcimiento que en origen estaba acotada en sus cuatro lados por una doble columnata formada por columnas de granito basto que estaban embellecidas con un recubrimiento de estuco y pintura. Al fondo de este peristilo cuadrangular, alineado con el eje del teatro y la valva regia, existe una pequeña estancia rectangular en la que se han hallado varias piezas de interés. En principio se interpretó como una biblioteca, pero el descubrimiento de varias estatuas, entre ellas el célebre retrato de Augusto velado como Pontifex Maximus y otro de Tiberio, además de varias inscripciones relacionadas con el culto imperial, llevaron a interpretar que el lugar se destinó a este culto, que después radicaría en el Templo de Diana.
En la esquina norte del peristilo, elevadas sobre el nivel del jardín, están las letrinas, y al oeste los restos de la conocida como Casa-basílica o Casa del Teatro, construida tras el abandono del teatro. Esta residencia es uno de los ejemplos más interesantes de la arquitectura doméstica de Mérida, cuenta con un patio rodeado de columnas y pilastras y varias habitaciones, algunas rematadas con forma de ábside y la mayor de todas con pinturas murales que representan figuras humanas a tamaño natural.